# Phyllanthus cinctus
Phyllanthus cinctus är en emblikaväxtart som beskrevs av Ignatz Urban. Phyllanthus cinctus ingår i släktet Phyllanthus och familjen emblikaväxter. Inga underarter finns listade i Catalogue of Life.